# 천마선
《천마선》은 쥬논이 쓴 장편 판타지 소설이다. 11권으로 완결되었다.

## 개요
철천지 원수 북해제와 그의 제자들을 쫓는 마왕 커눌. 커눌의 종으로 얽힌 불운의 사내 베리오스. 그리고 마왕이 뛰쳐나온 지옥문을 다시 봉인하기 위해 동방의 곤륜산에서 파견된 네 명의 선인들과 마법결사 골든서클과 다크서클! 운명의 질곡에 빠진 그들은 이미 난마처럼 뒤엉켰다.

## 같이 보기
- 쥬논(작가)
- 샤피로
- 규토대제
- 흡혈왕 바하문트
- 앙신의 강림